# Đa Minh Nguyễn Văn Hạnh
Đa Minh Nguyễn Văn Hạnh (1772-1838) là một linh mục, được Giáo hội Công giáo Rôma tôn phong Hiển Thánh vào năm 1988.
Ông sinh năm 1772 tại làng Năng A, tỉnh Nghệ An. Sau khi thụ phong linh mục, ông gia nhập và khấn trọn đời dòng Đa Minh ngày 22 tháng 8 năm 1826 khi đã 54 tuổi.
Khi cuộc bắt đạo diễn ra, ông đang làm mục vụ âm thầm tại làng Quần Anh Hạ. Khi tình hình căng thẳng, ông muốn chuyển sang làng Trung Thành. Hai người làng Quần Anh hứa đưa ông đến nơi an toàn nhưng chính họ lại bắt nộp cho quan. Ngày 7 tháng 5 năm 1838, ông bị bắt giải về Nam Định.
Khi quan khuyên ông bước qua Thập giá, ông nói: “Thập tự đối với chúng tôi tượng trưng cho ơn cứu độ, nên không ai được chà đạp, vì đó là một trọng tội”. Lần khác, họ yêu cầu ông đạp ảnh Đức Mẹ, ông kính cẩn cầm lấy ảnh mà hôn. Quan soạn án gửi về kinh xin vua Minh Mạng châu phê.
Ngày 28 tháng 6 năm 1838, bản án trảm quyết đạo trưởng Hạnh được nhà vua châu phê. Sáng ngày 1 tháng 8 năm 1838, ông bị xử trảm tại pháp trường Bảy Mẫu (Nam Định). Thi hài được chôn tại chỗ, về sau, được cải táng về giáo xứ Lục Thủy, Giáo phận Trung (Bùi Chu ngày nay).